# Tamzin Outhwaite
 (septembre 2021).
Tamzin Outhwaite (née le 5 novembre 1970 à Ilford, Essex) est une actrice anglaise. Elle est connue pour ses différents rôles dans des séries télévisées tels que le soap opera EastEnders et la série dramatique Hôtel Babylon diffusés sur la BBC, ou plus récemment dans The Fixer sur ITV1 et tout dernièrement dans Paradox sur la BBC.

## Biographie
Tamzin Outhwaite quitte l'école à l'âge de 16 ans pour intégrer le London Studio Centre où elle apprend la danse. Mais c'est vers une carrière d'actrice qu'elle se tourne. Pendant huit ans, elle interprète différents petits rôles à la télévision et dans des comédies musicales. En 1998, elle décroche le rôle de Melanie Owen dans le feuilleton télévisé EastEnders. Elle interprète ce rôle pendant trois ans. Mais c'est en 2002, en incarnant une mère dont le fils est condamné à mort dans le téléfilm de la BBC, Out of Control, qu'elle est remarquée par la critique. Depuis, elle enchaîne les rôles importants dans des séries britanniques, ainsi qu'au cinéma.
On peut[Qui ?] apercevoir Tamzin Outhwaite dans le clip vidéo Mysterious Ways du groupe U2[pertinence contestée].

### Vie personnelle
Elle épouse l'acteur Tom Ellis en 2006. Le 25 juin 2008, elle donne naissance à leur première fille. Le 20 décembre 2008, le couple participe sur ITV à l'édition de Noël du jeu télévisé All Star Mr & Mrs. Le 29 août 2013, le couple annonce leur séparation.

## Filmographie partielle
- 1998-2002 : EastEnders (téléfilm) : Melanie Owen
- 2002 : Out of Control (téléfilm) : la mère de Dean
- 2003-2004 : Red Cap : Police militaire (Red Cap) (téléfilm) : Jo McDonagh
- 2003 : Spirale tragique (téléfilm) : Natalie Taylor
- 2004 : Les Arnaqueurs VIP (Hustle) (téléfilm) : Katherine Winterborn
- 2005 : 7 secondes avec Wesley Snipes : Kelly Anders
- 2006 : Vital Signs (téléfilm) : Rhoda Bradley
- 2006-2007 : Hôtel Babylon (Hotel Babylon) : Rebecca Mitchell
- 2007 : Le Rêve de Cassandre (Cassandra's Dream) : la copine de Burns
- 2008-2009 : The Fixer (téléfilm) : Rose Chamberlain
- 2009 : Paradox (série télévisée) : Rebecca Flint
- 2013 : Doctor Who (série télévisée) - Le Cyberplanificateur : Capitaine Alice Ferrin